# Lebedele care reflectă elefanții
Lebedele care reflectă elefanții (în spaniolă Cisnes que se reflejan como elefantes) este o pictură în ulei pe pânză realizată de pictorul suprarealist spaniol Salvador Dalí în 1937.

## Istorie și descriere
Acest tablou face  parte din perioada paranoico-critică a lui Dalí. Acesta conține una dintre faimoasele imagini duble ale lui Dalí. Imaginile duble erau o parte importantă a „metodei paranoico-critice⁠(d)” a lui Dalí, pe care a prezentat-o în eseul său din 1935 „Cucerirea iraționalului”. Și-a explicat procesul ca fiind o „metodă spontană de înțelegere irațională bazată pe asocierea critică interpretativă a fenomenelor delirante”. Dalí a folosit această metodă pentru a da naștere formelor halucinante, imaginilor duble și iluziilor vizuale, care au devenit preponderente în picturile din anii 1930, cel mai probabil deceniul său cel mai creativ.
Ca și în cazul lucrării anterioare Metamorfoza lui Narcis, Lebedele care reflectă elefanții folosește reflexia într-un lac pentru a crea imaginea dublă din pictură. În Metamorfoză, reflexia lui Narcis este folosită pentru a reflecta forma mâinii din partea dreaptă a tabloului. Aici, cele trei lebede din fața unor copaci mohorâți și fără frunze se reflectă în lac, astfel încât gâtul lebedelor devine trunchiul elefanților, corpurile lebedelor devin urechile elefanților, iar copacii devin picioarele elefanților. Pe fundalul picturii se află un peisaj catalan, reprezentat în culori aprinse de toamnă, tușele pensulei creând vârtejuri în stâncile care înconjoară lacul, în contrast cu liniștea apei.